# XFS
eXtended File System ett 64-bitars högprestandafilsystem av SGI. XFS ersatte det tidigare EFS, som också stod för Extended File System.
XFS utvecklades från början för Irix men SGI har släppt det som öppen källkod och det ingår nu även i Linux även om de mer avancerade funktionerna fortfarande bara finns för Irix.
XFS var ett av de mer skalbara filsystemen när det kom och ligger fortfarande rätt bra till.[källa behövs] Största filstorlek är 9 EB och största filsystem man kan skapa är 18 EB.
Har man krav på GRIO (Guaranteed Rate IO), vilket är ganska vanligt i TV-branschen, så stödjer XFS även detta.
XFS finns även i en klustrad variant som heter CXFS.